# همزبی
همزبی (به انگلیسی: Hemsby) یک منطقهٔ مسکونی در بریتانیا است که در Great Yarmouth واقع شده‌است. همزبی ۷٫۱۴ کیلومتر مربع مساحت و ۳٬۲۷۵ نفر جمعیت دارد.